# Zavar
Zavar és un poble i municipi d'Eslovàquia que es troba a la regió de Trnava, a l'oest del país.

## Història
La primera menció escrita de la vila es remunta al 1255.

## Demografia
| Godina             | 1994 | 2004   | 2014    | 2024    |
| ------------------ | ---- | ------ | ------- | ------- |
| Nombre de persones | 1649 | 1755   | 2222    | 2563    |
| Diferència         |      | +6,42% | +26,60% | +15,34% |

| Godina             | 2023 | 2024   |
| ------------------ | ---- | ------ |
| Nombre de persones | 2536 | 2563   |
| Diferència         |      | +1,06% |